# The Heroin Diaries Soundtrack
The Heroin Diaries Soundtrack (также The Heroin Diaries) — дебютный студийный альбом хард-рок-группы Sixx:A.M., изданный в 2007 году.

## Об альбоме
Группа Sixx:A.M. является сайд-проектом бас-гитариста Mötley Crüe Никки Сикса. В неё также входят вокалист Джеймс Майкл и текущий гитарист Guns N’ Roses Дарен Джей Ашба. The Heroin Diaries Soundtrack задуман как концептуальный альбом-саундтрек к автобиографии Сикса The Heroin Diaries: A Year in the Life of a Shattered Rock Star, рассказывающей о тяжёлой наркотической зависимости, которой Никки страдал в 1987 году. История касается причин, побудивших музыканта к приёму героину, его временного воздержания, рецедива, смертельной передозировки (по собственному признанию басиста, у него было около шести передозировок) и, наконец, восстановления и отказа от саморазрушительного образа жизни. Каждая из 13-ти песен The Heroin Diaries соответствует одному месяцу дневника Сикса, который он вёл с декабря 1986-го по декабрь 1987 года.
The Heroin Diaries Soundtrack был принят крайне положительно. Обозреватель онлайн-сервиса Allmusic Стивен Томас Эрлевайн описал альбом как «арт-рок исповедь, совершенно не похожую на то, что Сикс — или кто-нибудь ещё — делал прежде». При этом критик оговорился, что альбом будет «слишком мрачен для поклонников Mötley Crüe», но решительно заявил, что «Никки Сиксом, рискнувшим сделать такую запись, трудно не восхищаться». Рецензент IGN Джим Кац написал, что The Heroin Diaries «удивительно не похож на то, что можно было бы ожидать от участника Mötley Crüe», особо отметив тексты альбома — «катарсис Сикса». Альбом достиг 7-й строчки в хит-параде журнала Billboard Independent Albums. Коммерческий успех на май 2011 года составил 344 тысячи проданных экземпляров.

## Список композиций
Все тексты написаны Джеймсом Майклом, Дареном Джей Ашбой и Никки Сиксом.
| №   | Название                | Музыка                           | Длительность |
| --- | ----------------------- | -------------------------------- | ------------ |
| 1.  | «X-Mas in Hell»         | Никки Сикс, Дарен Джей Ашба      | 2:10         |
| 2.  | «Van Nuys»              | Джеймс Майкл                     | 3:52         |
| 3.  | «Life Is Beautiful»     | Ашба, Майкл, Сикс                | 3:36         |
| 4.  | «Pray for Me»           | Ашба, Сикс, Майкл                | 4:14         |
| 5.  | «Tomorrow»              | Сикс, Майкл, Ашба, Скотт Стевенс | 4:05         |
| 6.  | «Accidents Can Happen»  | Сикс, Майкл, Ашба                | 4:07         |
| 7.  | «Intermission»          | Сикс, Ашба                       | 2:20         |
| 8.  | «Dead Man’s Ballet»     | Майкл                            | 5:25         |
| 9.  | «Heart Failure»         | Сикс, Майкл, Ашба                | 4:58         |
| 10. | «Girl with Golden Eyes» | Сикс, Майкл, Ашба                | 4:20         |
| 11. | «Courtesy Call»         | Майкл                            | 4:41         |
| 12. | «Permission»            | Майкл                            | 4:14         |
| 13. | «Life After Death»      | Сикс, Ашба                       | 3:00         |

## Участники записи
- Джеймс Майкл — вокал, ритм-гитара, клавишные, ударные
- Дарен Джей Ашба — соло-гитара, бэк-вокал
- Никки Сикс — бас-гитара, бэк-вокал